# Ivan Rebroff
Ivan Rebroff (31. juli 1931 i Berlin – 27. februar 2008 i Frankfurt am Main) var en tysk sanger. Hans stemme havde et omfang på 4,5 oktav, og han var især kendt for sine fortolkninger af russiske folkesange, operetter og klassiske sange. 

## Liv
Rebroff blev født i Spandau i Berlin som søn af en tysk far og en russisk født mor og voksede op i Belzig og Halle (Saale). Hans borgerlige navn var Hans-Rolf Rippert, men han tog kunstnernavnet Ivan Rebroff. Han var medlem af det kendte drengekor Stadtsingechor zu Halle. Rebroff studerede fra 1951 til 1959 sang på musikkonservatoriet i Hamburg. I 1958 blev han medlem af to tyske kor, der var inspireret af russisk folkemusik.
Rebroff fik sit store gennembrud i 1968, da han i Paris spillede Tevjo i musicalen Anatevka (over 1.400 forestillinger); (Spillemand på en tagryg). Han havde mange hovedroller i operaer, operetter, teaterforestillinger, spillefilm og optrådte ofte i fjernsynsudsendelser og ved koncerter i koncertsale og kirker. Han blev begejstret modtaget af det russiske publikum på sin første ruslandsturne i 1988. 
Han gav i sine sidste år omkring 200 koncerter årligt overvejende klassiske kirkekoncerter. Han måtte som følge af helbredsproblemer opgive at optræde og gav sin sidste koncert den 9. december 2007 i Wien. 
Han boede dels i Zell-Weierbach, en lille by i nærheden af Offenburg, dels på Skópelos. 
Ivan Rebroff døde 76 år gammel den 27. februar 2008 af hjertestop på et sygehus i Frankfurt am Main. Hans sidste vilje var at blive brændt ved en ceremoni i Tyskland og få sin aske spredt over det græske hav.

## Udmærkelser
- 1985 fik Rebroff den tyske Verdienstorden der Bundesrepublik Deutschland som anerkendelse for sit virke for bedre forståelse mellem indbyggerne i DDR og Vesttyskland.
- Som 60-årig blev han udnævnt til æresborger på den græske ø Skópelos. Ivan Rebroff opnåede i alt 49 guld-grammofonplader og en enkelt platinplade for 10 millioner solgte LP-plader.

## Kendte titler
- Abendglocken (вечерний звон)
- Dank sei Dir, Herr
- Das einsame Glöckchen
- Die Legende von den 12 Räubern
- Eine weiße Birke
- Ich bete an die Macht der Liebe
- Im tiefen Keller
- Kalinka
- Katjuscha
- Mit der Troika in die große Stadt
- Moskauer Nächte (Московские ночи)
- O Isis und Osiris
- Schwarze Augen (очи черные)
- Stenka Rasin
- The Legend of the twelve robbers
- Wenn ich einmal reich wär
- Wolgalied
- Wolgaschlepper

## Musikalbums
- Ave Maria
- Ich bete an die Macht der Liebe
- Zauber einer großen Stimme
- My Russian Homeland
- Glasnost Perestroika
- Komm mit nach Hellas
- Seine größten Opernerfolge
- Musikalische Edelsteine
- Russische Weihnacht
- Frühling in der Taiga
- Wunschkonzert
- Weihnacht mit Ivan Rebroff
- Wenn ich einmal reich wär´
- Live in Concert DVD
- Live in Concert, Recitals 1968
- Meine Reise um die Welt
- Meine russische Seele
- Krönung einer großen Karriere
- Die schönste Stimme Russlands
- ... und Friede auf Erden
- A Moscou
- from the World